# Altaier

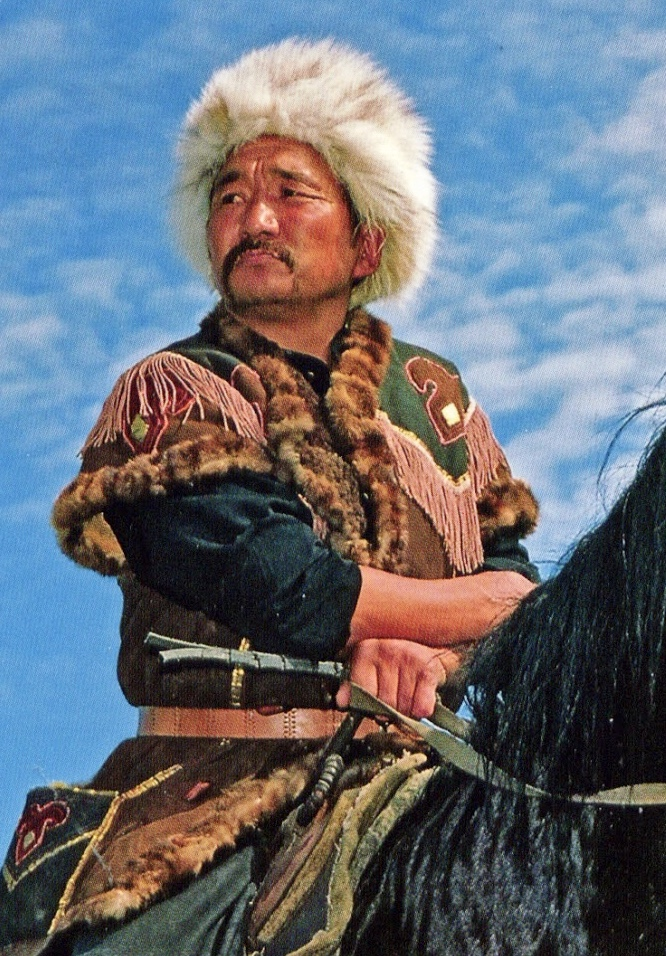
Altaier

Die Altaier, bis 1948 offiziell auch Oiroten genannt, werden heute zu den Turkvölkern gezählt und gehören zu den indigenen Völkern Sibiriens. Ihr Siedlungsgebiet im nördlichen Altaigebirge liegt teils in der russischen Republik Altai und teils in der angrenzenden Region Altai. Ihre Sprache ist Altaisch.
Es existieren unterschiedliche Auffassungen darüber, ob die Altaier ein „Volk“ oder eine „Gruppe“ eng verwandter Ethnien darstellen. Bei ihrer Ethnogenese spielten mittelalterliche Kiptschaken und Mongolen, aus denen auch die Kasachen und Kirgisen hervorgingen, eine Rolle.

## Gruppen und Bezeichnungen
Die Altaier unterteilen sich in eine nördliche und eine südliche Gruppe. Im Russischen Reich war die nördliche Gruppe unter den Bezeichnungen Kusnezker Tataren (kusnezkie tatary) oder tscherwonnye tatary („Rot-Tataren“, von russisch червонный - ein älteres Alternativwort für „rot“) oder Oiroten (ojroty) bekannt, zu ihnen gehörten die Tubalaren (russ.: tubalary, aber auch als черневые татары - "schwarze Tataren" - bezeichnet), die am linken Ufer des Flusses Bija und am nordöstlichen Ufer des Telezkoje-Sees (russ.: Telezkoje osero / Телецкое озеро) siedelten, ihre Zahl lag 2002 bei 1565. Die Tschelkanen (auch: Lebediner, 2002: 855) siedeln im Tal des Flusses Lebed liegt, die Kumandiner (2002: 3114) leben am Mittellauf der Bija.
Zur südlichen Gruppe gehört die größte Untergruppe, die wie die Gesamtgruppe Altaier genannt wird (2002: 67.239). Die Telengiten (2002: 2399) siedeln an den Flüssen Tschulyschman, Tschuja und Argut. Die Teleuten (2002: 2650) leben überwiegend im Bezirk Belowo der Oblast Kemerowo, ein kleinerer Teil in der Republik Altai. Die Telesen (Bevölkerungszahl unbekannt) siedeln an den Flüssen Tschulyschman und Tschuja und die Majmalaren (in der Volkszählung 2002 ebenfalls nicht erfasst) am Fluss Majma.
Die nach 1948 von den Behörden zu den Altaiern gerechneten Telengiten und Teleuten werden spätestens seit 2002 offiziell nicht mehr zu den Altaiern gezählt, sondern als eigenständige und indigene Völker Sibiriens betrachtet.

## Geschichte
Vom 10. bis 12. Jahrhundert drangen Nachkommen alttürkischer und mongolischer Stämme aus der Steppe entlang des Ob nach Norden vor. Dabei verdrängten sie die samojedische und paläösibirische Urbevölkerung bzw. vermischten sich mit ihnen und turkisierten sie, so dass die heutigen altaiischen Stämme entstanden. Im 13. Jahrhundert gerieten sie unter die Herrschaft der Mongolen und ab dem 14. bzw. 15. Jahrhundert unter die der sibirischen Tataren bzw. der Jenissei-Kirgisen. Die Tataren wurden im 16. und 17. Jahrhundert von den Russen unterworfen, die Jenissei-Kirgisen wiederum wurden 17. Jahrhundert zunächst wieder Vasallen der Mongolen und dann der Dsungaren. Nach Niederlagen der Kirgisen und Chakassen gegen die expandierenden Russen sowie Niederlagen der Dsungaren gegen Mandschuren und Chinesen unterstellten sich die altaiischen Fürsten im Jahr 1756 dem russischen Zarenreich, um nicht unter chinesische Herrschaft zu fallen. Im 18. und 19. Jahrhundert wurden die Altaier dann von zugewanderten Russen (vor allem Bergleute und Siedler) kulturell weitgehend assimiliert.
Nach der Oktoberrevolution richteten die Sowjets innerhalb der russischen Teilrepublik der Sowjetunion das Oirotische Autonome Gebiet ein. 1948 wurde dieses Gebiet umbenannt in Gorno-Altaisches Autonomes Gebiet. Mit dem Ende der UdSSR 1991 wurde das Gebiet zur Republik Altai innerhalb Russlands. Heute gibt es zwischen 70.000 – 75.000 Altaier.

## Religion
Vor der russischen Herrschaft waren die Religionen Buddhismus lamaistischer Ausrichtung und Schamanismus, danach wurden die meisten Altaier zum russisch-orthodoxen Glauben bekehrt. Zu Beginn des 20. Jahrhunderts kam es zu einer Renaissance des Lamaismus.